# Stay (Faraway, So Close!)
«Stay (Faraway, So Close!)» — песня рок-группы U2. Пятый трек из альбома Zooropa, выпущенный в качестве его третьего сингла 22 ноября 1993 года. Песня попала в Top-10 чартов Ирландии, Австралии, Великобритании и нескольких других странах. Музыкальное видео было снято в Берлине. Наброски песни появились во время студийных сессий альбома Achtung Baby. Впоследствии она была дописана под вдохновением от музыки Фрэнка Синатры («Sinatra» было её рабочим названием). Альтернативный вариант песни прозвучал в саундтреке к фильму Вима Вендерса «Так далеко, так близко!».
Композиция была тепло встречена музыкальными критиками и впоследствии номинирована на премию «Золотой глобус» в категории «Лучшая оригинальная песня». Группа впервые сыграла песню на одном из концертов Zoo TV Tour, в последующие годы музыканты иногда исполняли её в акустическом варианте во время своих следующих гастрольных туров. Участники U2 считают «Stay (Faraway, So Close!)» одной из своих любимых песен; так, гитарист Эдж назвал её лучшим треком альбома, в то время как вокалист Боно заявил, что она является одним из лучших произведений коллектива в целом.

## Предыстория и запись

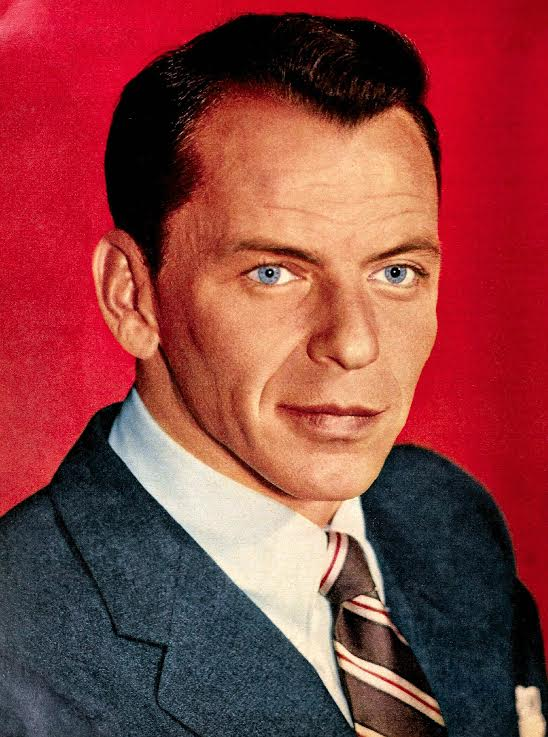
«Stay (Faraway, So Close!)» была вдохновлена музыкой знаменитого Фрэнка Синатры

Первые наброски «Stay (Faraway, So Close!)» были сочинены во время студийных сессий альбома Achtung Baby. Гитарист Эдж и вокалист Боно написали несколько её куплетов во время работы в берлинской студии Hansa Tonstudio, где группа записывала этот диск. Песня получила рабочее название «Sinatra», отсылающее к Фрэнку Синатре, чья музыка вдохновляла авторов. Однако во время записи пластинки Zooropa композиция была основательно переработана. Эдж позже вспоминал: «Она рождалась частями». Бас-гитарист Адам Клейтон рассказывал: «Было трудно решить, как мы будем её исполнять. Я в том смысле, что никто не примет нас за ансамбль, аккомпанирующий Синатре. В итоге у нас получился очень скромный минималистичный комбинированный звук, и это действительно сработало». По словам Эджа, он «проигрывал на фортепиано несколько классических [поп-]аккордовых пассажей, пытаясь вызвать дух Фрэнка Синатры. Это определённо не в традициях рок-н-ролла». В конечном счёте музыкант сочинил аккордовый пассаж в духе старых песен Tin Pan Alley.
Боно говорил, что она предназначалась для Фрэнка Синатры, но нам нужны были песни для [альбома] Zooropa, и мы решили попробовать.
В середине 1980-х Боно познакомился с творчеством Вима Вендерса, прочитав его книгу «Эмоциональная кинематография». В ней режиссёр описывал способы, которые Соединённые Штаты использовали, прививая свою поп-культуру остальному миру. Во время работы над альбомом The Joshua Tree одним из основных источников вдохновения для U2 стала ещё одна работа этого автора — фильм «Париж, Техас». Впоследствии, познакомившись с Вендерсом лично, Боно узнал, что они также повлияли на режиссёра: «Он сказал, что во время путешествия на автомобиле по Америке и работы над фильмом „Париж, Техас“ он слушал альбом „Boy“. У него просто была единственная кассета в машине, поэтому он её и слушал». По стечению обстоятельств Вендерс встретился с группой в период записи трека и попросил музыкантов написать песню для своего следующего фильма «Так далеко, так близко!» (в оригинале — «Faraway, So Close!»). Эдж вспоминал: «Мы узнали, что Вим Вендерс ищет песню… так что я попробовал закончить [то что мы имели]». Дописывая композицию, музыканты искали вдохновение в том самом фильме, для которого она предназначалась. Боно вспоминал: «Фильм был об ангелах, которые хотели стать людьми и жить на Земле. Но для этого они должны были стать смертными. Эта была прекрасная идея для композиции — идея невозможности некоторых желаний и расплаты за них». Были созданы две версии песни; первая была выпущена на альбоме Zooropa, а вторая вошла в саундтрек киноленты — она длилась на две минуты дольше, а партии гитар и ударников в ней были исполнены более резко. Ближе к завершению записи Боно переименовал песню в «Stay». Однако, желая чтобы она более сильно ассоциировалась с кинокартиной Вендерса, он дополнил песню названием фильма в скобках — «Stay (Faraway, So Close!)».

## Музыка и тематика песни
Продолжительность альбомной версии «Stay (Faraway, So Close!)» составляет 4 минуты 58 секунд. Согласно информации Universal Music Publishing Group, песня записана в тональности ми-бемоль мажор, её темп составляет 86 ударов в минуту. Самая низкая нота в вокальной партии Боно — B3 (си малой октавы, самая высокая — D♯7 (ре-диез четвёртой октавы).
Действие [песни] происходит в фантастическом пейзаже, в котором нет ничего определённого, кроме самой неопределённости. [...] Из текста неясно, где проходит граница между фантазией и реальностью. [...] Непонятно также, кто та девушка, которая серым утром выползает из ночного клуба — «Из дыры в земле» — незнакомка, друг, любовница или жена.
По выражению публициста Грэма Крэя из журнала Third Way, песня «более честно [описывает] культуру, которая состоит из какофонии голосов и образов, но у которой нет ни души, ни [идейного] направления». Редактор Hot Press Ниалл Стоукс отмечал, что нельзя однозначно определить, происходит ли описанное в песне в реальности или это только фантазия автора, — такая неопределённость, по его мнению, является лейтмотивом всего альбома. По словам журналиста Дэвида Кутникоффа, «поп-мелодия скрывает за собой мрачный текст о жертве физического насилия, которая заговаривает причинённую ей боль словами „When he hurts you, you feel alive“» (рус. «Когда он причиняет тебе боль, ты чувствуешь себя живой»). Марк Браун из Orange County Register назвал песню «безнадёжной историей женщины — жертвы насилия, которой некуда идти, кроме как домой». Он сравнил её с другой песней U2 — «Running to Stand Still» 1987 года, отмечая: «Такой же откровенный, но отстранённый рассказ — это то, что сделало её такой мощной».

## Выпуск
Осенью 1993 года были выпущены промосинглы песни. Релизы на 12-дюймовом виниловом диске и компакт-диске содержали альбомную версию трека, а 7-дюймовый винил также включал кавер-версию композиции «I’ve Got You Under My Skin». 22 ноября 1993 года «Stay (Faraway, So Close!)» поступила в продажу на международном уровне в качестве третьего сингла альбома Zooropa — вслед за релизами треков «Numb» и «Lemon» в начале того же года. Сингл был выпущен в форматах 7-дюймового винилового диска, аудиокассеты, а также CD в четырех разных версиях. «Stay (Faraway, So Close!)» фигурирует в сборнике 2002 года The Best of 1990–2000, а также одноимённом видео-релизе. Альтернативная версия песни была выпущена на саундтреке к фильму «Так далеко, так близко!». Впоследствии шотландский композитор Крейг Армстронг включил кавер-версию песни в свой альбом As If to Nothing; Боно записал новую вокальную дорожку специально для этой композиции. Песня также прозвучала в популярном британском ситкоме «Дуракам везёт» (эпизод «Фатальное извлечение»).

### Би-сайды

Боно стоит на статуе Виктории, расположенной на вершине Колонны Победы. Кадр из видео, снятого Вимом Вендерсом

Четыре версии CD-сингла включают в себя шесть би-сайдов. Кавер-версия «I’ve Got You Under My Skin» была включена в издания на 7-дюймовом виниле и аудиокассете. Эта песня также фигурирует на компакт-диске (получившим название «The Swing Format»), который, помимо этого, содержит два ремикса трека «Lemon». «I’ve Got You Under My Skin» представляет собой кавер-версию композиции Коула Портера 1936 года, перепетую дуэтом Боно и Фрэнка Синатры. Впоследствии эта запись также была включена в альбом Синатры Duets 1993 года. Ремикс «Lemon (Perfecto Mix)» был сделан тандемом популярных диджеев — Полом Окенфолдом и Стивом Осборном, а трек «Lemon (Bad Yard Club Edit)» смикшировал Дэвид Моралес, который добавил в него вставку с дополнительной перкуссией.
Компакт-диск, получивший название «The Live Format», включал в себя первую студийную запись песни «Slow Dancing», а также концертные версии композиций «Bullet the Blue Sky» и «Love Is Blindness», записанные во время турне Zoo TV Tour. «Slow Dancing» — акустическая песня, написанная Боно для Вилли Нельсона. Группа впервые исполнила её на концерте в Осаке 1 декабря 1989 года во время турне Lovetown Tour, почти за четыре года до её издания, и с тех пор играла её нечасто. «Slow Dancing» была записана во время студийной работы над треком «Stay (Faraway, So Close!)»: Боно взял гитару и начал играть песню. Закончив, он спросил Флада (сопродюсера альбома Zooropa), не хочет ли тот записать её; музыкант не знал, что играл при включенном микрофоне и запись уже состоялась. Затем был сделан второй дубль. Первоначально его хотели включить в альбом Zooropa; однако, хотя продюсеру Брайану Ино понравилась запись, песня не попала в итоговый трек-лист пластинки. Вторая версия, записанная вместе с Вилли Нельсоном, была выпущена в качестве би-сайда к синглу «If God Will Send His Angels» 1997 года. Наконец, «Bullet The Blue Sky» была записана 28 августа 1993 года во время концерта U2 в Дублине, а «Love Is Blindness» — 30 августа 1992 года, во время выступления группы в Нью-Йорке.

### Музыкальное видео
В качестве режиссёра видео к песне группа пригласила Вима Вендерса, так как музыканты были давними поклонниками его творчества. Клип был снят в Берлине в течение трёх дней, в монохромном варианте с несколькими цветными эпизодами. Основным источником вдохновения был фильм «Так далеко, так близко!», несколько актёров из этой ленты, в том числе Отто Зандер, появились в камео. Некоторые сцены напрямую цитировали кадры из картин Вендерса «Так далеко, так близко!» и «Небо над Берлином» — последний тоже вдохновлял авторов идеи клипа. Впоследствии Вендерс отмечал: «создание музыкального видео — это совершено иная ситуация. У вас уже есть, так сказать, сценарий, поскольку у вас есть сама песня, и всё, что вы делаете, делается для того, чтобы выгоднее её подать… ваша задача в том, чтобы песня смотрелась как можно лучше и звучала как можно лучше и как можно интереснее». В нескольких сценах музыканты U2 стоят на статуе Виктории, венчающей Колонну Победы в Берлине; специально для этих сцен была сделана копия этой скульптуры. Остатки военной техники со времен Холодной войны, в том числе российский МиГ, были добавлены в этот эпизод на заднем плане.
Мне нравится игра между Боно и Мерет. Ей очень тяжело делать вид, будто она поёт совсем одна, а Боно дразнил её ... пытался её отвлечь, но она просто продолжала петь, как будто его там вообще не было.
По сюжету видео песню «Stay (Faraway, So Close!)» исполняет молодая рок-группа. U2 играют роли ангелов-хранителей этого коллектива (они одеты в такие же пальто, что и главные герои фильма), каждый из которых следит за музыкантом, выступающим в его амплуа. Немецкая актриса Мерет Беккер — главная героиня клипа — исполняет роль вокалистки. По словам Вендерса, «нам понравилась идея, что голосом Боно в этом видео споёт девушка». На протяжении всего видео U2 помогают музыкантам играть трек; барабанщик Ларри Маллен-младший выстукивает такт, Эдж настраивает гитару — Вендерс шутил: «именно это вы бы делали, если были бы ангелом-хранителем соло-гитариста». В видео чередуются кадры играющей группы, музыкантов U2 со статуей Виктории и сцены из фильмов «Так далеко, так близко!» и «Небо над Берлином». В конце клипа Боно покидает группу, предоставив музыкантов самим себе. Последний кадр показывает, как он падает на землю, что олицетворяет финальную строчку: «Лишь удар и грохот, когда ангел падает на землю» (англ. «Just the bang and the clatter as an angel hits the ground»).

## Концертные исполнения
Первое концертное исполнение песни состоялось 31 июля 1993 года в Стокгольме, во время четвёртого этапа Zoo TV Tour. Впоследствии музыканты играли её на всех оставшихся концертах тура, однако исключили из сет-листа своих следующих гастролей — PopMart Tour. U2 снова сыграли эту композицию вживую 20 апреля 2001 года в Сан-Хосе, во время первого этапа Elevation Tour. Таким образом, «Stay (Faraway, So Close!)» стала первой песней из альбома Zooropa, которая была исполнена группой в Северной Америке. Боно спел её под акустический аккомпанемент Эджа: исполнение было импровизированным и не входило в начальный сет-лист, а Боно читал текст с листа. Впоследствии песня периодически исполнялась группой на протяжении остальной части турне, прозвучав в 48 из 113 концертов. Музыканты снова отказались от «Stay (Faraway, So Close!)» во время гастрольного тура Vertigo Tour, вернувшись к ней лишь во время своего следующего турне — U2 360° Tour. Песня периодически исполнялась во время первых двух этапов тура и вошла в основной сет-лист пятого. Она также стала единственной композицией из альбома Zooropa, которая была исполнена U2 во время фестиваля Гластонбери в 2011 году. После этого «Stay (Faraway, So Close!)» отсутствовала в сет-листах следующих двух туров, Innocence + Experience Tour и Joshua Tree 30 Tours, однако во время гастролей Experience + Innocence Tour (2018 года) музыканты исполняли её на последних двадцати двух концертах. В этот период группа исполняла электрический вариант композиции в полном составе впервые со времён Zoo TV Tour. Перед исполнением песни Боно рассказывал публике о том, как они были разобщены в Берлине в начале 1990-х (во время записи Achtung Baby и сочинения набросков самой этой песни группа находилась на грани развала) и как музыка помогла им воссоединиться.
Концертные исполнения песни фигурируют в фильмах Zoo TV: Live from Sydney (1994) и Elevation: Live from Boston (2001), на синглах «Walk On» (2001) и «Stuck in a Moment You Can’t Get Out Of» (2001), в концертных альбомах Zoo TV Live (2006) и U22: A 22 Track Live Collection From U2360° (2012). Версия, выпущенная на пластинке Zoo TV Live, представляет собой аудио-рип оригинальной телевизионной записи выступления, а версия, фигурирующая на синглах «Walk On» и «Stuck in a Moment You Can’t Get Out Of», была записана на концерте в Торонто 25 мая 2001 года.

## Отзывы критиков

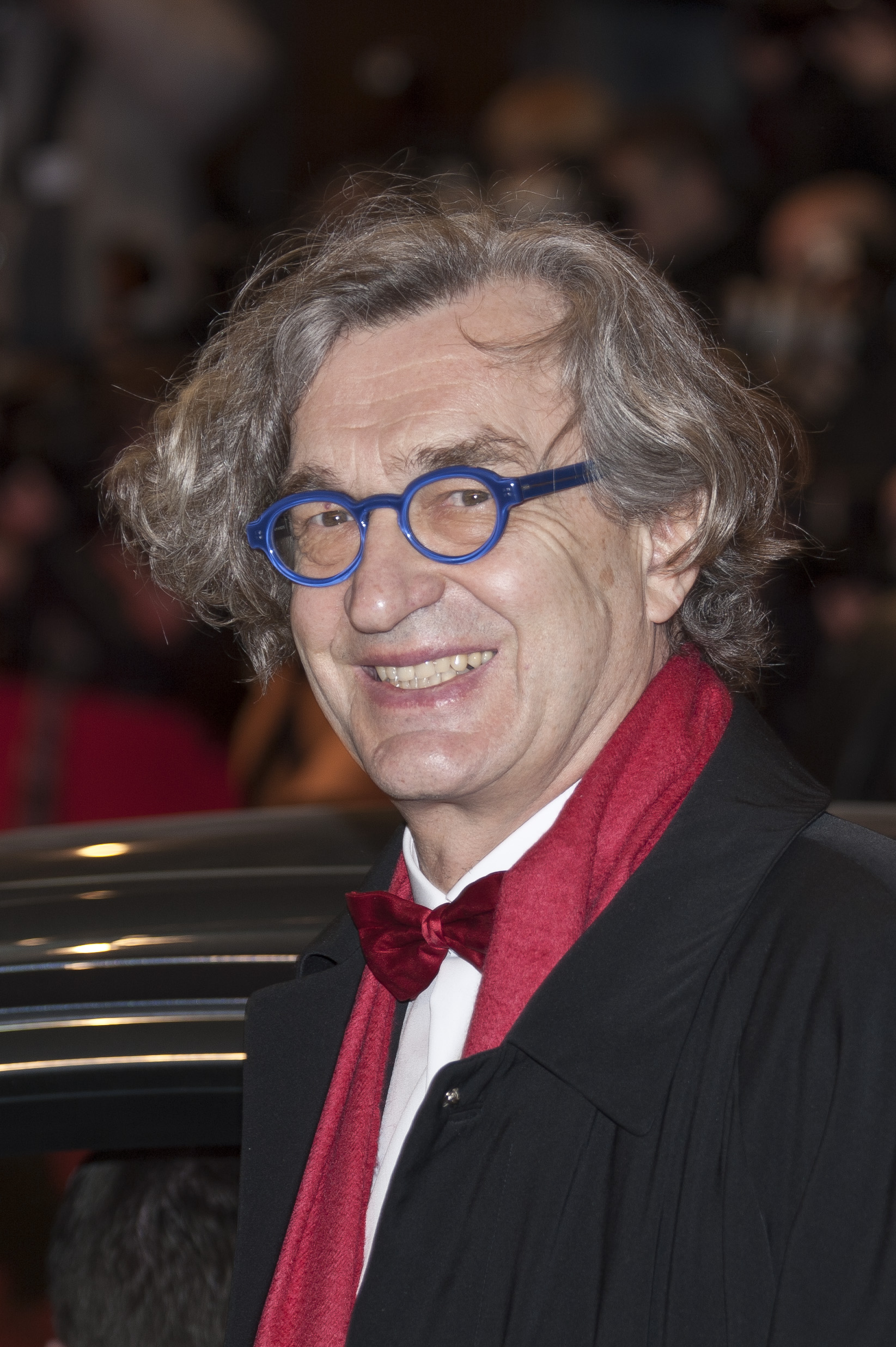
Немецкий режиссёр Вим Вендерс называет «Stay (Faraway, So Close!)» одной из своих любимых песен U2

Песня была тепло встречена музыкальными критиками. Журналист Сэм Ричардс дал ей четыре звезды из пяти, назвав «мерцающей альт-роковой балладой из 1990-х — ближайшей родственницей „High and Dry“ Radiohead и „1979“ The Smashing Pumpkins, — которая практически не даёт избавиться от желания спрыгнуть с ближайшего утёса». Редактор Hot Press Ниалл Стоукс отмечал: «песня полна расслабляющей красоты, мягкого приглушённого чувства, которое на первый взгляд вступает в противоречие с безнадёжностью текста». Обозреватель журнала Billboard Фред Бронсон пошутил, что это яркий пример того, как песни с названием «Stay» закрепляются в чарте Billboard Hot 100, упомянув в связи с этим одноимённые хитовые треки таких групп, как Big Mountain, The Four Seasons, Shakespears Sister и Jodeci. Рецензент Spin Роберт Ливайн назвал «Stay (Faraway, So Close!)» одной из лучших композиций U2, подчеркнув: «Они все ещё одержимы идеей поиска трансцендентности, будь то в роще „The Joshua Tree“ или на танцполе „Майами“. В [„Stay (Faraway, So Close!)“] этот поиск звучал самыми интимными нотами, даже когда они [U2] были слишком измотаны, чтобы вылезти из-под своего лимона и посмотреть нам в глаза».
В рецензии для журнала Time Джош Тиранджил сравнил эту песню с более ранними хитами U2 «Where the Streets Have No Name» и «One» и подчеркнул: «„Stay (Faraway, So Close!)“… [достигает] невозможного — становится значимой для миллионов людей — именно потому, что [её содержание] столь блистательно туманно». Дэвид Баудер из Associated Press назвал композицию самой красивой песней альбома, а Барбара Ягер из The Bergen Record — «до боли прекрасной». Марк Браун из Orange County Register писал, что «небрежность гитарных партий наполняет композицию напряжением, которое идеально подходит для её темы», а рецензент газеты The Dallas Morning News Мануэль Мендоса заявил, что исполнение песни «абсолютно великолепно, а хриплый стон Боно вызывает тёплое сострадание». С другой стороны, рецензент Toronto Star Питер Хауэлл посетовал, что это была «самая конвенциональная песня U2 на всём диске».
В 1992 году «Stay (Faraway, So Close!)» была номинирована на соискание премии «Золотой глобус» в категории «Лучшая оригинальная песня», но на 51-й церемонии награждения проиграла композиции «Streets of Philadelphia» Брюса Спрингстина. В интервью 2005 года Боно сказал, что «Stay (Faraway, So Close!)» была, возможно, величайшей песней U2, подчеркнув, что у неё «самый необычный контур мелодии. Она действительно очень продуманная. Её текст нигде не провисает». Вокалист также с сожалением отметил, что они «так и не выпустили „Stay“ таким синглом, которого она заслуживала». Боно назвал её одной из двух своих любимых песен U2, наряду с «Please». Режиссёр Вим Вендерс также отзывался об этой композиции, как об одной из своих любимых песен U2, а Эдж назвал «Stay (Faraway, So Close!)» лучшим треком альбома. Впоследствии это мнение поддержал рецензент журнала Rolling Stone Брэди Гербер, также назвав «Stay (Faraway, So Close!)» одной из лучших записей в карьере коллектива; кроме того, в 2017 году это издание отметило композицию на 24-м месте соответствующего списка — «50 величайших песен группы U2».

## Список композиций и форматы издания
| Все песни написаны Боно и исполнены U2, за исключением «I’ve Got You Under My Skin» написанной Коулом Портером и исполненной Фрэнком Синатрой дуэтом с Боно. Аудиокассета, 7-дюймовый винил, компакт-диск (Версия I) 1. «Stay (Faraway, So Close!)» — 4:58 2. «I’ve Got You Under My Skin» — 3:32 Компакт-диск (Версия II — «The Swing Format») 1. «Stay (Faraway, So Close!)» — 4:58 2. «I’ve Got You Under My Skin» — 3:32 3. «Lemon» (Bad Yard Club Edit) — 5:19 4. «Lemon» (Perfecto Mix) — 8:57 | Компакт-диск (Версия III — «The Live Format») 1. «Stay (Faraway, So Close!)» — 4:58 2. «Slow Dancing» — 3:20 3. «Bullet the Blue Sky» (live at the RDS, Dublin on 28th August 1993) — 5:32 4. «Love Is Blindness» (live at Yankee Stadium, New York on 30th August 1992) — 5:58 Компакт-диск (Версия IV) 1. «Stay (Faraway, So Close!)» — 4:58 2. «I’ve Got You Under My Skin» — 3:32 3. «Slow Dancing» — 3:20 4. «Bullet the Blue Sky» (live at the RDS, Dublin on 28th August 1993) — 5:32 5. «Love Is Blindness» (live at Yankee Stadium, New York on 30th August 1992) — 5:58 6. «Lemon» (Bad Yard Club Edit) — 5:19 |  |

## Участники записи
| U2 - Боно — вокал, гитара - Эдж — гитара, бэк-вокал - Адам Клейтон — бас-гитара - Ларри Маллен-мл. — ударные, перкуссия | Технический персонал - Марк «Флад» Эллис — продюсер - Роб Кирван — ассистент продюсера - Флад и Робби Адамс — звукорежиссёры - Вилли Маннайон и Роб Кирван — ассистенты звукорежиссёров |

## Чарты и сертификация
| Чарт (1993)             | Высшая позиция |
| ----------------------- | -------------- |
| Австралия               | 5              |
| Австрия                 | 22             |
| Великобритания          | 4              |
| Германия                | 88             |
| Ирландия                | 1              |
| Исландия                | 3              |
| Новая Зеландия          | 6              |
| США (Alternative Songs) | 15             |
| США (Billboard Hot 100) | 61             |
| Финляндия               | 5              |
| Франция                 | 18             |
| Швеция                  | 13             |
| Швейцария               | 20             |
| Чарт (1994)             | Высшая позиция |
| Испания                 | 15             |
| Канада                  | 14             |

| Страна         | Организация | Статус     |
| -------------- | ----------- | ---------- |
| Великобритания | BPI         | Серебряный |